# Ikarus 412

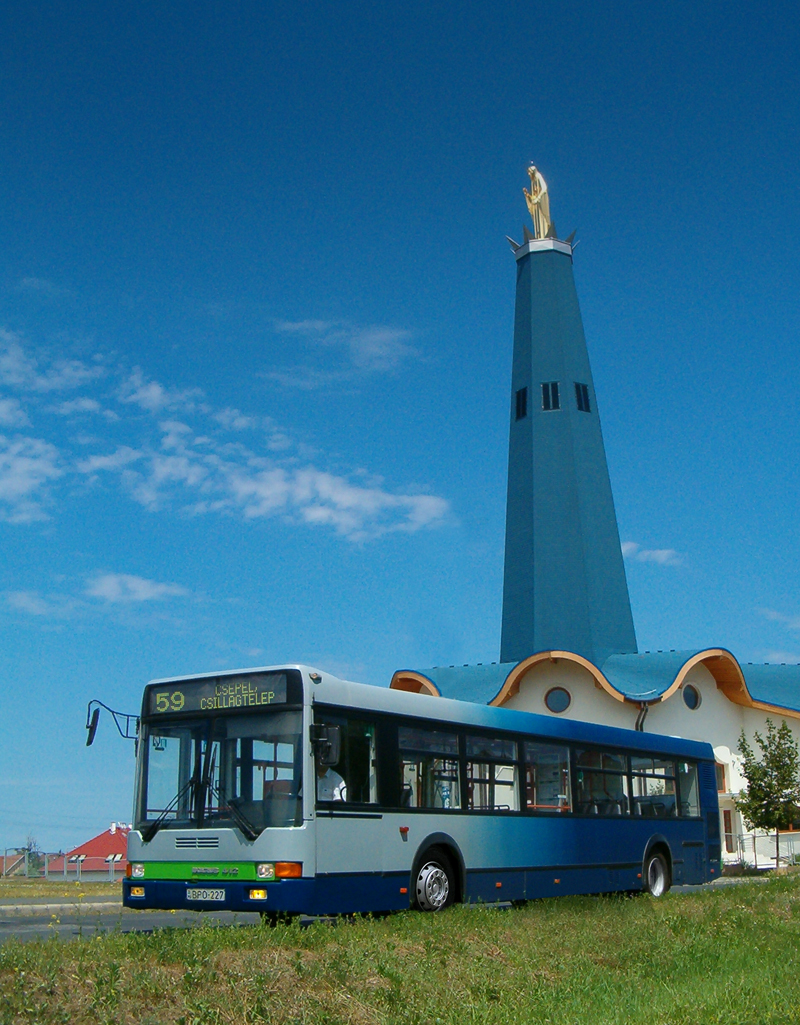
Ikarus 412.10C a BKV járműveként

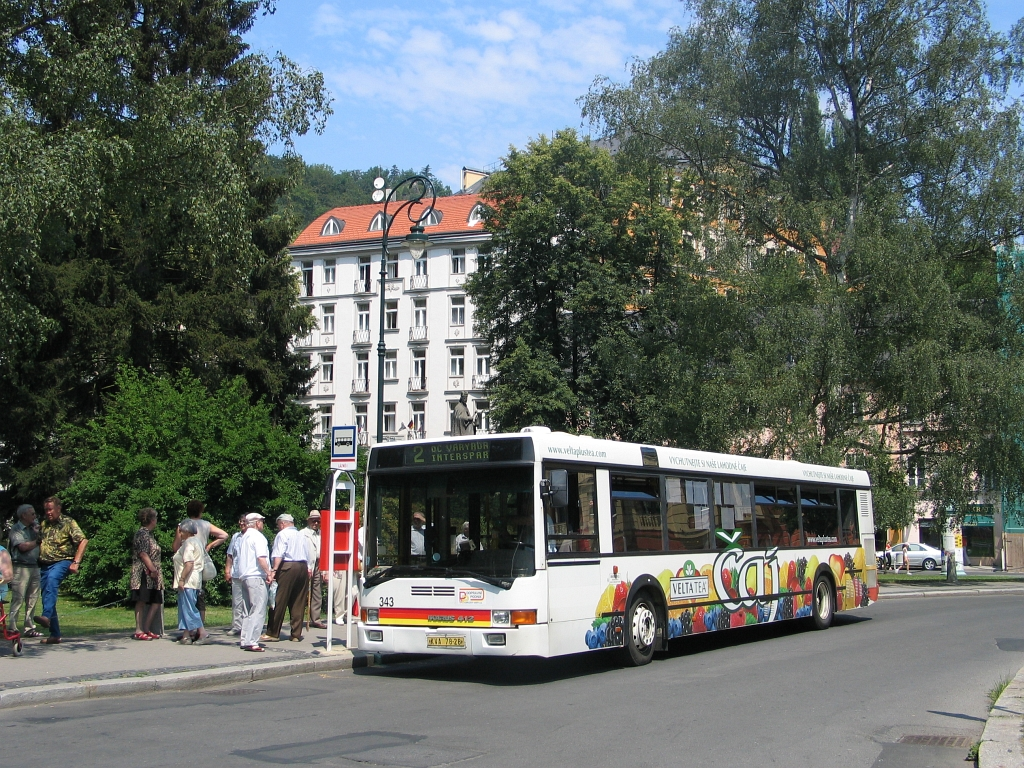
Ikarus 412.02, Karlovy Vary

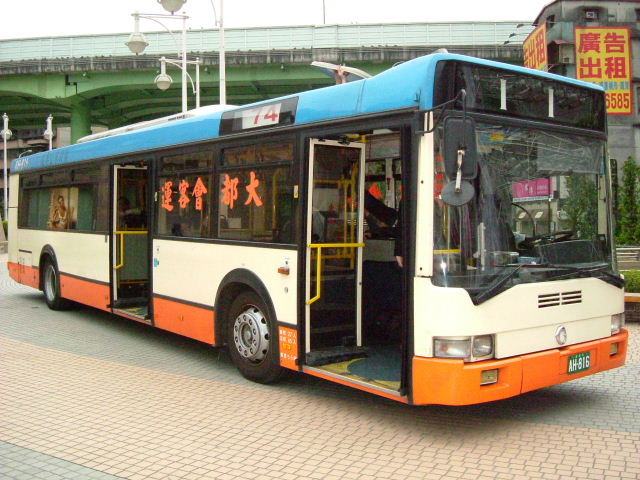
Az Ikarus 412.05, Tajpej első alacsony padlós busza

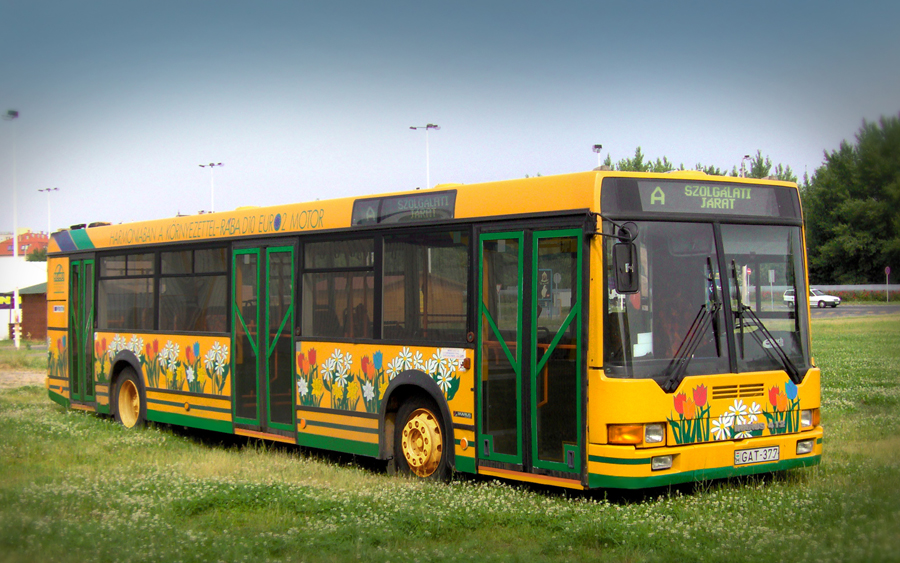
Az Ikarus 412.02C, az első magyarországi példány

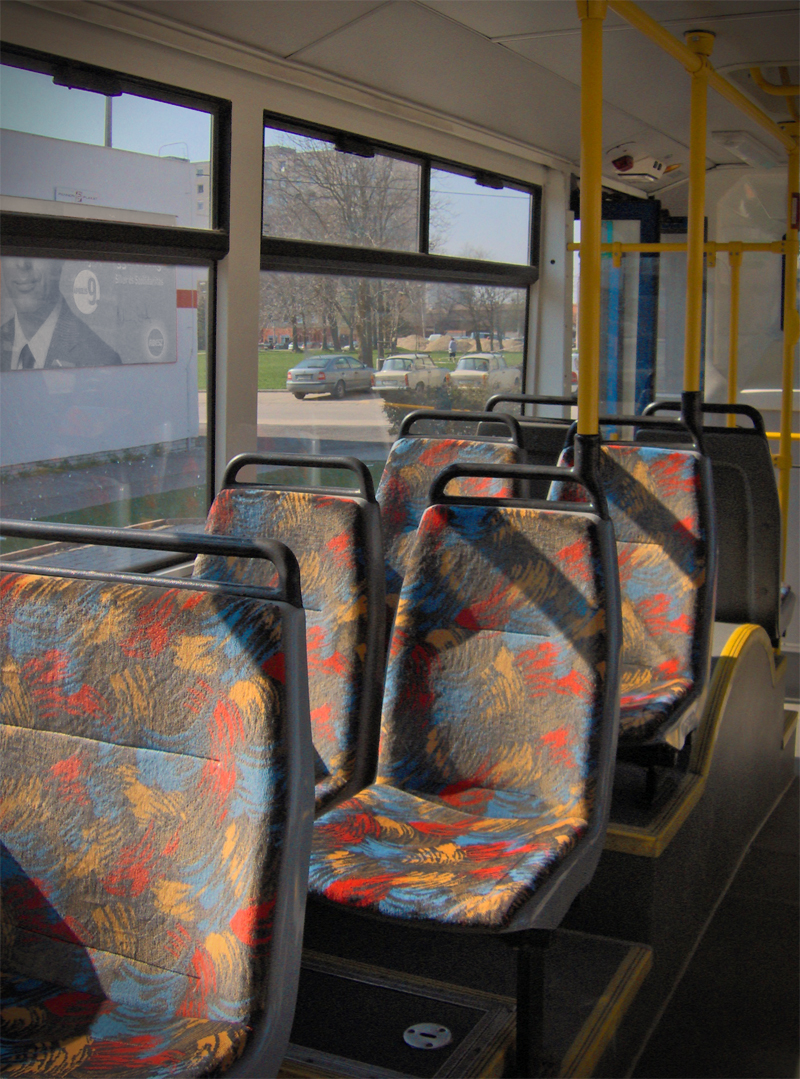
Az Ikarus 412.10D utastere

 Az Ikarus 412 az Ikarus Karosszéria- és Járműgyár elővárosi-városi alacsony padlós szóló autóbusza.  Az Ikarus 411 hosszabb változata. 1995-ben mutatták be a prototípusát, amely német exportra készült, Mercedes-Benz OM 447 E2 motorral, színházpadlós változat volt. Magyarországon először 1996-ban jelent meg Győrött, amely Rába D10 Euro 2-es motorral készült. Széles körben ismertté Budapesten való megjelenésével vált (1999). Nagyjából 60 utas szállítására alkalmas.
Csuklós változata az Ikarus 417.

## A fejlesztés
Az Ikarus a ’90-es évek elején indította alacsonypadlós programját, melynek egyik korai tagja volt a 412-es. (Előtte a 411-es készült el 1993-ban, majd 1994-ben a trolibusz-, illetve a csuklós változat.) A típus főmérnöke Dr. Matolcsy Mátyás, formatervezője Károsi Zoltán volt.[forrás?]
Az Ikarus 412 az alacsony padlós buszok korai generációjához tartozik, ezért sok kompromisszumot és kevésbé szerencsés megoldást tartalmaz, amelyek egy részét az autóbuszipar azóta már megoldott. Ilyen az elhúzható ablakok hiánya (az ablakok teherviselő elemként is szolgálnak), a városi közlekedésre alkalmasabb nagyobb állóhely-arány, vagy a széles harmadik ajtó problémája. A fejlesztési idő és költségek lefaragása végett a tervezőknek a már meglévő karosszériaelemekből kellett „legózni” így a ’80-as években kifejlesztett 400-as típus elemeinek felhasználásával készült, és a belső tér is sok az Ikarus 200-asoknál használt elemeket tartalmaz (burkolatok, kapaszkodóbilincsek, kormánykerék, utastér-világítás stb.).[forrás?] A tervezők tehetségét mutatja, hogy ez nem szembetűnő, a nehézségek ellenére egy európai mércével is színvonalas karosszériát sikerült tervezni, érdemes megnézni a ’90-es évek elejéről/közepéről származó konkurens típusokat, viszont a nagy európai buszgyárak első igazi alacsony padlós szériáival összevetve (Mercedes Citaro, Scania Omnicity, Neoplan Centroliner), már jelentős a különbség, de fontos megjegyezni, hogy a gyártási darabszámokat tekintve nem túl sikeres program úttörő szerepet töltött be. Hiányzott a tesztelési időszak, a buszok gyakran a megrendelőknél élesben próbáztak. Ebben az időben még nem volt szempont a beszerzéseknél az alacsony padlós kialakítás, ezért az üzemeltetőkön múlt, hogy bevállalják-e a magasabb költségeket és az új konstrukciókkal járó nehézségeket.
A hazai vállalatok kezdetben évekig nem rendeltek az alacsony padlós buszokból, helyette elsősorban a jóval olcsóbb és kevesebb meglepetést tartogató 200-as szériából vásároltak. A ’90-es években a 400-as széria normálpadlós (VÖV II, 750 mm) változatai könyvelhettek el egy mérsékeltebb sikert.

## Műszaki adatai

### Motor és erőátvitel
Az autóbuszok Rába, Mercedes, MAN vagy Cummins motorokkal készültek.
Az Ikarus 412.10 altípusnak (BKV, MVK) MAN D0826 típusú, közvetlen befecskendezésű, turbófeltöltésű, soros, 6 hengeres, álló dízelmotor hajtja, melynek hengerűrtartalma 6871 cm³. E motoroknak legnagyobb teljesítménye 162 kW (220LE), legnagyobb nyomatéka pedig 820 Nm.
A buszokat ZF 4HP 500, ZF 4HP 590 vagy Voith D851.3 típusú automata váltóval szerelték.

### Paraméterek

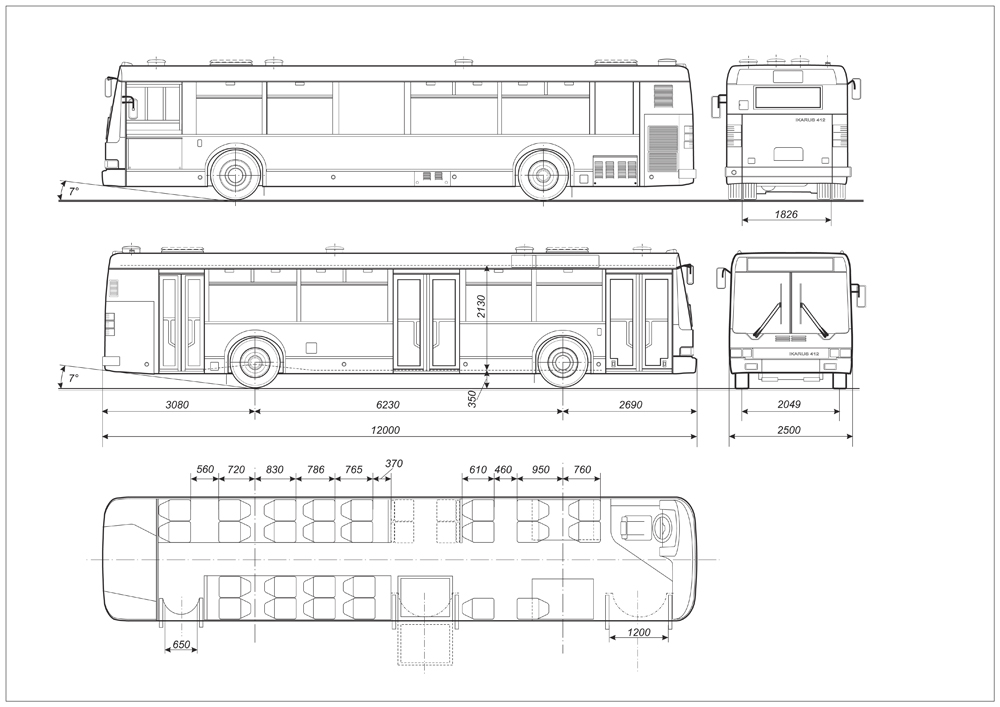
Az Ikarus 412.02 jellegrajza (a virágdekorációsé)

| Fellépő magasság:                         | 330 mm                                                       |
| Padlómagasság:                            | 350 mm                                                       |
| Belső magasság:                           | 2130 mm                                                      |
| Hasznos terhelés:                         | 7500 kg                                                      |
| Össztömeg:                                | 18 000 kg                                                    |
| Szállítható személyek száma (ülő + álló): | 412.10-es altípusnál 29+72 fő                                |
| Legnagyobb sebesség:                      | 412.10-es altípusnál: 63 km/h (elektronikusan leszabályozva) |

### Ajtók
Elektropneumatikus működtetésű befelé nyíló bolygóajtókat alkalmaztak ennél a típusnál. A leghátsó ajtó feleakkora, mint a másik kettő.
Ajtóelrendezések
- 2+2+0
- 2+2+1

### Utasülések
Jellemzően IMAG halas, illetve Komárom típusú üléssel készültek, amik a kor színvonalának megfeleltek. Üléselrendezése többnyire 2+2 volt.

### Utastájékoztatás
A budapesti buszokat FOK-GYEM utastájékoztató rendszerrel szerelték, amely a jármű homlokfalán és oldalán a járatszámot és az úti célt, az utastérben a pontos időt, a járatszámot, a végállomást, a busz hátfalán elhelyezett kis méretű kijelző pedig a járatszámot írja ki. A vidéki példányokon jellemző a táblás vagy EMKE kijelzők használata.

## Modellváltozatok
- 412.02 – Készült Magyarország, Csehország, és Ukrajna számára.
- 412.02B – Készült Szlovákia számára.
- 412.03A – Készült Szlovákia számára.
- 412.03C – Készült Csehország számára.
- 412.04 – Az Ikarus kétajtós demonstrátor busza, később a Nógrád Volán vette meg.
- 412.05 – Készült Tajvan számára.
- 412.09 – Készült Olaszország számára.
- 412.10A – Készült a BKV számára.
- 412.10B – Készült az MVK számára.
- 412.10C – Készült a BKV számára.
- 412.13 – Készült a Tisza Volán, Kunság Volán, Szabolcs Volán, Alba Volán, Kisalföld Volán számára.
- 412.81– BKV számára készített trolibusz

## 412-esek Magyarországon

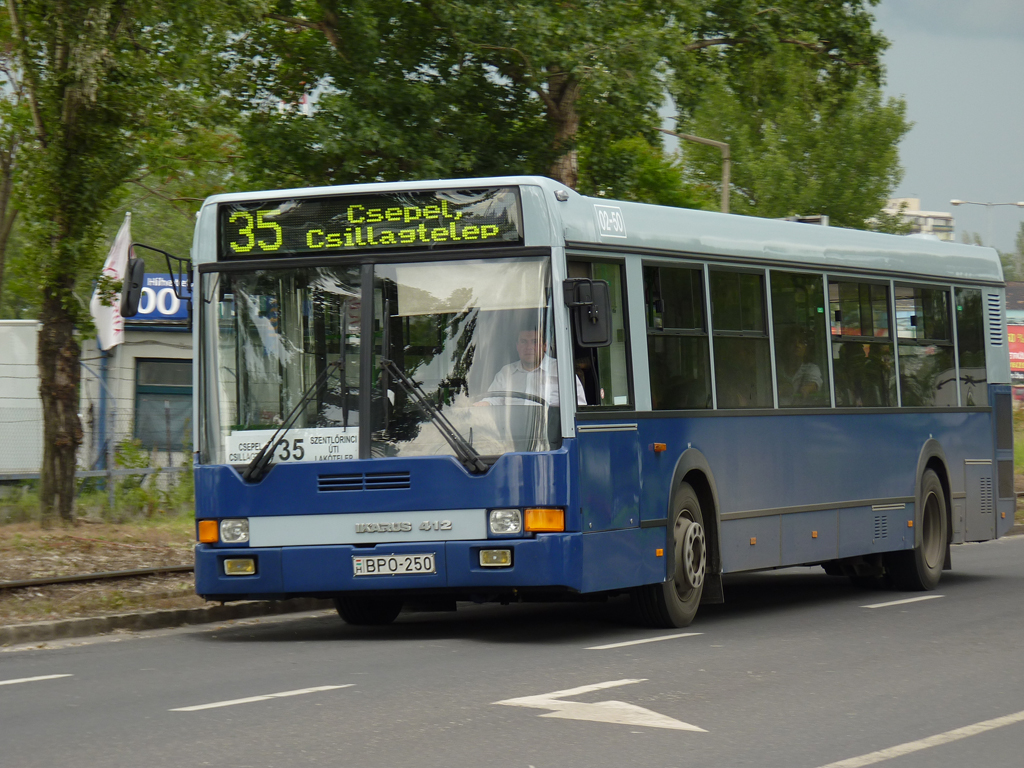
A felújított BPO-250-es kocsi

Itthon a következő városokban járnak ezek a buszok: 
- Győrött (1996-2003 között készültek); az utolsó darab

(HSX-396), mely egyben a VOLÁNBUSZ utolsó közforgalmú Ikarus 412-ese is volt, 2023. június 17-én selejtezésre került.
- Miskolcon 4 darab (2000–2016 között)
- Illetve továbbiak Egerben, Nyíregyházán, Baján és Salgótarjánban. (Itt üzemelt az országban az egyetlen kétajtós kivitel.)

### BKV Zrt.
A főváros eredetileg 115 db buszt vásárolt két ütemben 1999-ben és 2001-ben. (a +5 db jármű kötbér fejében 2000-ben érkezett). Típusuk Ikarus 412.10A volt. Az első széria (60 db) a mátyásföldi Ikarus gyárban készült, mivel nem készültek el a buszok határidőre, a gyár kötbér fejében további 5 db autóbuszt gyártott a BKV-nak 2000-ben, ezek voltak Budapest első alacsony padlós buszai. (Előzőleg már a 411-es alacsonypadlós típus is megjelent a ’90-es években, de az csak időszakosan, tesztüzemmódban futott a fővárosban, 1995-ben Salgótarjánba került, ahol 2010-ig futott.)
2001-ben újabb 50 db autóbusz készült a BKV-nak, de némileg módosítva ez lett az Ikarus 412.10C típus (a „B” változat Miskolcon közlekedik). Nagyobbak lettek az ablakok nyitható részei és némileg módosult üléselrendezés is, a második utasajtót követően mindkét oldalt másfeles üléseket építettek a buszokba, de ezek érdemben nem javították az utastér problémáit. Továbbá el lett hagyva a légcsatorna, amely az „A” típuson még jelen volt.

#### Selejtezés
2013-ig 1 db kocsit selejteztek (BPI-045), miután kigyulladt és olyan mértékben károsodott, hogy nem lett volna érdemes megjavítani. Ekkorra azonban már sok 412-es került nagyon rossz állapotba, gyakori váztörésekkel és kisebb tűzesetekkel, ezért a selejtezési hullámokban nem csak magas- és normálpadlós buszokat selejteztek, hanem 412-eseket is. Főleg az élettartam-növelő felújítást nem kapott kocsikat selejtezték, így a prototípus 412-es buszt is törölték az állományból. A 2014-ben Székesfehérváron vázcserét kapott kocsik (NAY 265-271 közötti forgalmi rendszámúak) még több évig forgalomban maradtak. Szintén 2014-ben kettő kocsit a selejtezett Ikarus 280T trolibuszokból kiszerelt GVM hajtáslánccal trolibusszá építettek át. A két jármű az Ikarus 412GT típusjelzést kapta. 2025 áprilisában 6 db volt állományában. A BPI-007 2018 óta a BKV nosztalgiaállományának tagja.
A prototípus, a GAT-377 Győrben üzemelt, itt lett selejtezve 2018. július 19-én rossz műszaki állapota miatt.

## 412-esek külföldön
| ország        | darabszám | típusváltozat       | évjárat   |
| ------------- | --------- | ------------------- | --------- |
| Lengyelország | 35        | 412.08A 412.08B     | 1997–1999 |
| Tajvan        | 30        | 412.05              | 2001      |
| Csehország    | 22        | 412.02 412.03C      | 1995–2000 |
| Észtország    | 5         | 412.82T (trolibusz) | 1998      |
| Szlovákia     | 3         | 412.02B 412.03A     | 1997–2000 |
| Olaszország   | 1         | 412.09              | 1998      |

Szlovákiában (Pozsony) és Csehországban (Tábor) is közlekednek Ikarus 412-es autóbuszok.
Pozsonyi 412-esek adatai:
- BA-326BZ (1998-as beszerzés, Ikarus 412.02B, eredetileg cseh exportra ment volna)
- BA-697FE (2000-es beszerzés, Ikarus 412.03A)
- BA-698FE (2000-es beszerzés, Ikarus 412.03A)

Tábori 412-esek adatai:
- TAA 32-06 (1998-as beszerzés, Ikarus 412.02)
- TAA 32-07 (1998-as beszerzés, Ikarus 412.02)
- TAL 30-04 (2000-es beszerzés, Ikarus 412.03C)
- TAL 30-39 (2000-es beszerzés, Ikarus 412.03C)

## 412-esek felújítása a BKV-nál
2010-ben az Ikarus 412-esek közül néhány felújításra került Székesfehérváron (darabonként 20 millió forint értékben) amelyben a jármű főbb konstrukciós problémáit javították ki (vázszerkezet). Ezenkívül új, nagyobb és sötétített ablakokat, új utastájékoztató egységet (Vultron) kapott, megújult a jármű festése és a belseje, kiszerelték belőle a jegykiadó automatát, így egy kis „csomagtartó” rész is kialakult.
A 2011-es folytatással együtt a projekt összesen 20 kocsit érint.

## Ikarus 412T

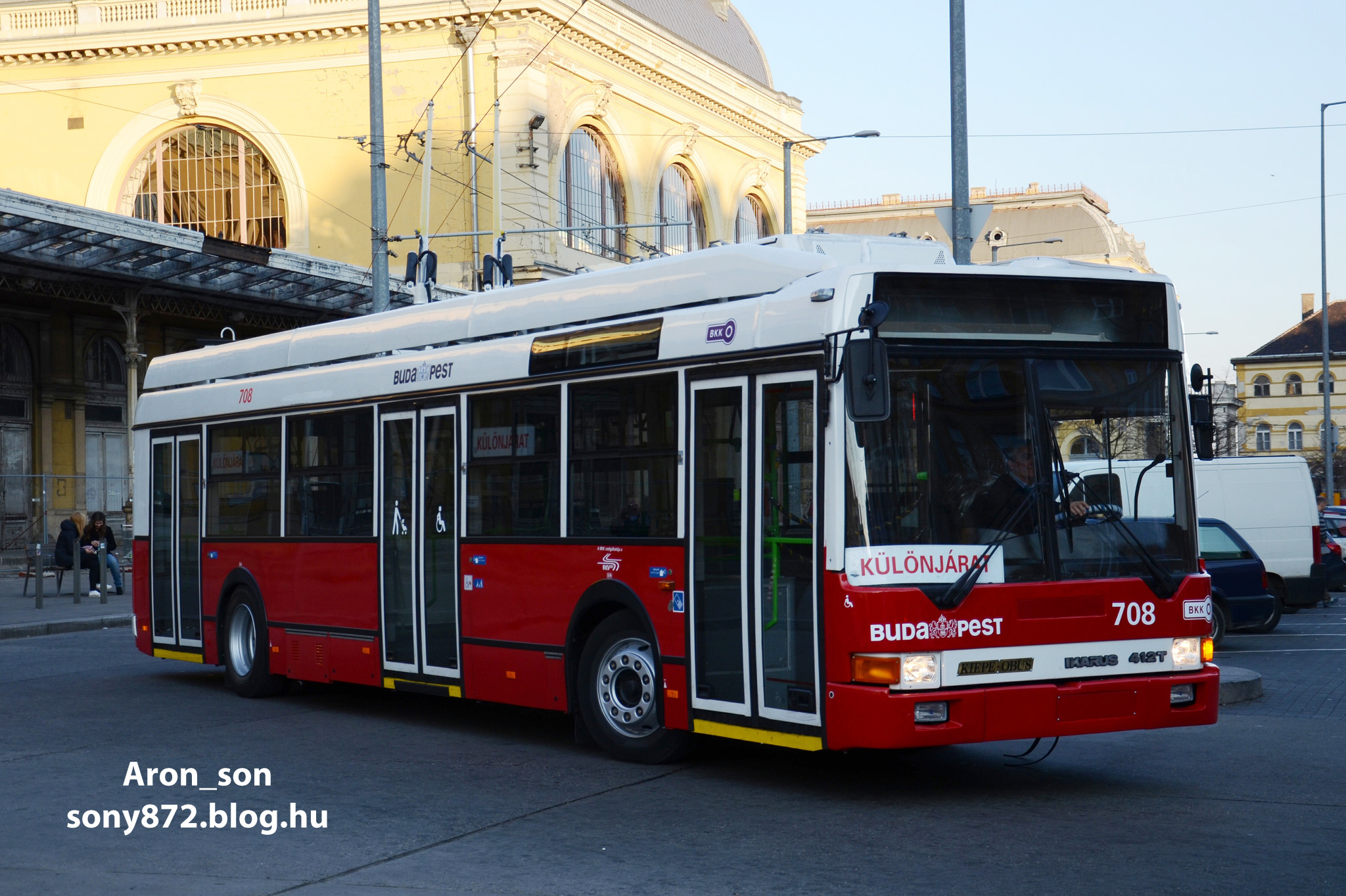
412.81 – budapesti troliváltozat

Az Ikarus 412-esnek készült trolibusz változata is, a 412.81, mely ugyanúgy alacsony padlós, 12 méter hosszú. 2001-ben 15 darabot vásárolt belőle a BKV, melyek a 70-es, 74-es, a 74A, és a 76-os vonalon közlekednek. Emellett Tallinn (Észtország) 1998-ban vásárolt még a járművekből 5 db-ot.